# Ruth-Benedict-Preis
Der Ruth-Benedict-Preis ist eine Auszeichnung, die jährlich von der American Anthropological Association vergeben wird, um die Exzellenz eines wissenschaftlichen Buches anzuerkennen, das aus einer anthropologischen Perspektive über ein LGBT-Thema geschrieben wurde. Der Preis wurde 1986 zu Ehren der Anthropologin Ruth Benedict (1887–1948) ins Leben gerufen und wird in den Kategorien Monografie und Sammelband vergeben.

## Liste der Preisträger
| Jahr | Autor                                              | Titel                                                                                                 | Kategorie  |
| ---- | -------------------------------------------------- | --- | ---------- |
| 1986 | Walter L. Williams                                 | The Spirit and the Flesh: Sexual Diversity in American Indian Culture                                 | Monografie |
| 1987 | Gilbert Herdt                                      | The Sambia: Ritual and Gender in New Guinea                                                           | Monografie |
| 1990 | Serena Nanda                                       | Neither Man nor Woman: The Hijras of India                                                            | Monografie |
| 1990 | Kath Weston                                        | Families We Choose: Lesbians, Gays, Kinship                                                           | Monografie |
| 1991 | Richard Parker                                     | Bodies, Pleasures, and Passions: Sexual Culture in Contemporary Brazil                                | Monografie |
| 1992 | Ellen Lewin                                        | Lesbian Mothers: Accounts of Gender in American Culture                                               | Monografie |
| 1993 | Elizabeth Lapovsky Kennedy and Madeline D. Davis   | Boots of Leather, Slippers of Gold: The History of a Lesbian Community                                | Buch       |
| 1993 | Roger Lancaster                                    | Life is Hard: Machismo, Danger, and the Intimacy of Power in Nicaragua                                | Monografie |
| 1994 | Esther Newton                                      | Cherry Grove, Fire Island: Sixty Years in America’s First Gay and Lesbian Town                        | Monografie |
| 1995 | Joseph Carrier                                     | De Los Otros: Intimacy and Homosexuality Among Mexican Men                                            | Monografie |
| 1996 | Carter Wilson                                      | Hidden in the Blood: A Personal Investigation of AIDS in the Yucatan                                  | Monografie |
| 1996 | William L. Leap                                    | Word’s Out: Gay Men’s English                                                                         | Monografie |
| 1997 | Sue-Ellen Jacobs, Wesley Thomas, and Sabine Lang   | Two-spirit People: Native American Gender Identity, Sexuality, and Spirituality                       | Edition    |
| 1997 | Kath Weston                                        | Render Me, Gender Me: Lesbians Talk Sex, Class, Color, Nation, Studmuffins                            | Monografie |
| 1998 | Jennifer Robertson                                 | Takarazuka: Sexual Politics and Popular Culture in Modern Japan                                       | Monografie |
| 1999 | Evelyn Blackwood and Saskia Wieringa               | Female Desires: Same Sex Relations and Transgender Practices Across Cultures                          | Edition    |
| 2000 | Barbara L. Voss and Robert A. Schmidt              | Archaeologies of Sexuality                                                                            | Edition    |
| 2000 | Stephen O. Murray                                  | Homosexualities                                                                                       | Monografie |
| 2000 | Esther Newton                                      | Margaret Mead Made Me Gay: Personal Essays, Public Ideas                                              | Monografie |
| 2001 | Arlene Stein                                       | The Stranger Next Door: The Story of a Small Community’s Battle over Sex, Faith, and Civil Rights     | Monografie |
| 2002 | Hector Carrillo                                    | The Night is Young: Sexuality in Mexico in the Time of AIDS                                           | Monografie |
| 2003 | Martin F. Manalansan IV                            | Global Divas: Filipino Gay Men in the Diaspora                                                        | Monografie |
| 2004 | Ellen Lewin and William L. Leap                    | Out in Theory: The Emergence of Lesbian and Gay Anthropology                                          | Edition    |
| 2004 | Megan Sinnott                                      | Toms and Dees: Transgender Identity and Female Same-Sex Relationships in Thailand                     | Monografie |
| 2005 | Tom Boellstorff                                    | The Gay Archipelago: Sexuality and Nation in Indonesia                                                | Monografie |
| 2006 | Tanya Erzen                                        | Straight to Jesus: Sexual and Christian Conversions in the Ex-Gay Movement                            | Monografie |
| 2007 | Saskia Wieringa, Evelyn Blackwood, and Abha Bhaiya | Women’s Sexualities and Masculinities in a Globalizing Asia                                           | Edition    |
| 2007 | Gloria Wekker                                      | The Politics of Passion: Women’s Sexual Culture in the Afro-Surinamese Diaspora                       | Monografie |
| 2007 | David Valentine                                    | Imagining Transgender: An Ethnography of a Category                                                   | Monografie |
| 2008 | Barbara L. Voss                                    | The Archaeology of Ethnogenesis: Race and Sexuality in Colonial San Francisco                         | Monografie |
| 2008 | Mark Padilla                                       | Caribbean Pleasure Industry: Tourism, Sexuality, and AIDS in the Dominican Republic                   | Monografie |
| 2009 | Ellen Lewin and William L. Leap                    | Out in Public: Reinventing Lesbian/Gay Anthropology in a Globalizing World                            | Edition    |
| 2009 | Mary L. Gray                                       | Out in the Country: Youth, Media, and Queer Visibility in Rural America                               | Monografie |
| 2009 | Rudolf Pell Gaudio                                 | Allah Made Us: Sexual Outlaws in an Islamic City                                                      | Monografie |
| 2010 | David A. B. Murray                                 | Homophobias: Lust and Loathing Across Time and Space                                                  | Edition    |
| 2010 | Ellen Lewin                                        | Gay Fatherhood: Narratives of Family and Citizenship in America                                       | Monografie |
| 2010 | Deborah Gould                                      | Moving Politics: Emotion and ACT UP’s Fight Against AIDS                                              | Monografie |
| 2011 | Peter Anthony Jackson                              | Queer Bangkok: 21st Century Markets, Media, and Rights                                                | Edition    |
| 2011 | Roger Lancaster                                    | Sex Panic and the Punitive State                                                                      | Monografie |
| 2011 | Evelyn Blackwood                                   | Falling into the Lesbi World: Desire and Difference in Indonesia                                      | Monografie |
| 2012 | Gayle Rubin                                        | Deviations: A Gayle Rubin Reader                                                                      | Edition    |
| 2012 | Margot Weiss                                       | Techniques of Pleasure: BDSM and the Circuits of Sexuality                                            | Monografie |
| 2013 | Susan Stryker and Aren Aizura                      | The Transgender Studies Reader 2                                                                      | Edition    |
| 2013 | Naisargi Dave                                      | Queer Activism in India: A Story in the Anthropology of Ethics                                        | Monografie |
| 2014 | Lal Zimman, Jenny Davis, and Joshua Raclaw         | Queer Excursions: Retheorizing Binaries in Language, Gender, and Sexuality                            | Edition    |
| 2014 | Noelle M. Stout                                    | After Love: Queer Intimacy and Erotic Economies in Post-Soviety Cuba                                  | Monografie |
| 2015 | Linda Rae Bennett, Sharyn Graham Davies            | Sex and Sexualities in Contemporary Indonesia: Sexual Politics, Health, Diversity and Representations | Edition    |
| 2015 | Lucinda Ramberg                                    | Given to the Goddess: South Indian Devadasis and the Sexuality of Religion                            | Monografie |
| 2016 | Uriel Quesada, Letitia Gomez, Salvador Vidal-Ortiz | Queer Brown Voices: Personal Narratives of Latina/o LGBT Activism                                     | Edition    |
| 2016 | David A. B. Murray                                 | Real Queer? Sexual Orientation and Gender Identity Refugees in the Canadian Refugee Apparatus         | Monografie |
| 2017 | Eric Plemons                                       | The Look of a Woman: Facial Feminization Surgery and the Aims of Trans-Medicine                       | Monografie |
| 2018 | George Paul Meiu                                   | Ethno-erotic Economies: Sexuality, Money and Belonging in Kenya                                       | Monografie |
| 2019 | Amy Brainer                                        | Queer Kinship and Family Change in Taiwan                                                             | Monografie |
| 2019 | B Camminga                                         | Transgender Refugees and the Imagined South Africa                                                    | Monografie |
| 2020 | Ana-Maurine Lara                                   | Queer Freedom: Black Sovereignty                                                                      | Monografie |
| 2020 | Sarah Luna                                         | Love in the Drug War: Selling Sex & Finding Jesus on the Mexico-US Border                             | Monografie |
| 2020 | Paul Boyce, E.J. Gonzalez-Polled, Silvia Posocco   | Queering Knowledge: Analytics, Devices, and Investments after Marilyn Strathern                       | Edition    |
| 2021 | Vaibhav Saria                                      | Hijras, Lovers, Brothers: Surviving Sex and Poverty in Rural India                                    | Monografie |
| 2022 | Serena Owusua Dankwa                               | Knowing Women: Same-Sex Intimacy, Gender, and Identity in Postcolonial Ghana                          | Monografie |
| 2023 | Omar Kasmani                                       | Queer Companions: Religion, Public Intimacy, and Saintly Affects in Pakistan                          | Monografie |
| 2024 | Asli Zengin                                        | Violent Intimacies: The Trans Everyday and the Making of an Urban World                               | Monografie |